# 819
Évszázadok: 8. század – 9. század – 10. század
Évtizedek: 760-as évek – 770-es évek – 780-as évek – 790-es évek – 800-as évek – 810-es évek – 820-as évek – 830-as évek – 840-es évek – 850-es évek – 860-as évek
Évek: 814 – 815 – 816 – 817 –  818 – 819 – 820 – 821 – 822 – 823 – 824

## Események

### Európa
- Az előző évben megözvegyült Jámbor Lajos frank császár az udvarába hívatja a birodalom hajadon nemeshölgyeit és közülük kiválasztja második feleségét, Juditot, a bajor Welf gróf lányát.
- Ljudevit, az alsó-pannóniai szlávok fejedelme fellázad a frank fennhatóság ellen, miután a császár az előző évben elutasította panaszát. Cadolah friuli herceg ellenük vonul, de vereséget szenved és kénytelen visszavonulni. Az előző évben a Bolgáriából a frankokhoz menekült timocsán szláv törzs is csatlakozik Ljudevithez. Az észak-dalmáciai gacsán törzs fejedelme, Borna egy hercegi címét cserébe a frankok oldalára áll, de mikor összecsap Ljudevittel, harcosai nagy része átáll a felkelőkhöz.
- Cadolah friuli herceg nem sokkal a szlávoktól elszenvedett veresége után megbetegszik és meghal. Utódjául a császár Baldricot nevezi ki.
- A Balti-tenger mentén élő szlávok megépítik Liubice erődjét, a mai Lübeck elődjét.

### Abbászida Kalifátus
- Al-Mamún kalifa bevonul Bagdadba és békés módon véget vet az ottani felkelésnek.
- Horászán kormányzója, Ghasszán ibn Abbád egy felkelés leverésében játszott szerepükért a négy Számánida fivért Szamarkand, Fergána, Taskent és Herat kormányzójává nevezi ki; ezzel kezdődik a Számánida dinasztia felemelkedése.

### Japán
- Szaga császár elrendeli a Nihon kóki krónika összeállítását.

## Születések
- Álmos, magyar fejedelem (Anonymus szerint)

## Halálozások
- Cadolah, friuli herceg
- Hisám ibn al-Kalbí, arab történetíró
- Liu Cung-jüan, kínai költő

## Fordítás
- Ez a szócikk részben vagy egészben  a(z)   819 című angol Wikipédia-szócikk ezen változatának fordításán alapul.  Az eredeti cikk szerkesztőit annak laptörténete sorolja fel. Ez a jelzés csupán a megfogalmazás eredetét és a szerzői jogokat jelzi, nem szolgál a cikkben szereplő információk forrásmegjelöléseként.